# Посёлок НИИ Радио
Посёлок НИИ Радио — посёлок сельского типа в Одинцовском районе Московской области. Входит в состав городского поселения Голицыно. Население — 237 чел. (2010), при посёлке числится 1 садоводческое товарищество.
Посёлок расположен на западе района, на границе Одинцовского и Наро-Фоминского районов, в 25 км от райцентра, в 100 м от Малого московского кольца и в 3 км к югу от Голицыно, высота центра над уровнем моря 199 м. Ближайший населённый пункт — практически граничащее на севере ЗАТО Краснознаменск.
Посёлок был основан при конечной точке — приёмной антенне, полигона для испытаний радиорелейных линий (начальная — в здании почты на улице Мархлевского). До 2006 года входил в состав Сидоровского сельского округа Одинцовского района.

## Население
| 2002 | 2006 | 2010 |
| ---- | ---- | ---- |
| 222  | →222 | ↗237 |